# XDefiant
XDefiant - darmowa gra komputerowa z gatunku strzelanek pierwszoosobowych, wyprodukowana przez Ubisoft San Francisco i wydana przez Ubisoft. Została  wydana 21 maja 2024 roku na platformy PC, PS5 i  Xbox Series X/S.

## Rozgrywka
XDefiant to gra przeznaczona do rozgrywek wieloosobowych. Gracze są podzieleni na dwie drużyny, które walczą między sobą. W grze występuje system frakcji (odpowiednik klas postaci), z których każda oferuje własny wybór zdolności. Gracze mogą wybrać broń i jedną z pięciu frakcji.

## Odbiór
Na agregatorze Metacritic gra spotkała się z mieszanymi recenzjami. W zależności od platformy jej średnia ocen waha się od 68/100 do 71/100.